# I Saved the World Today
I Saved the World Today is een nummer van het Britse muziekduo Eurythmics uit 1999. Het is de eerste single van hun achtste en laatste studioalbum Peace.
"I Saved the World Today" betekende de comeback van de Eurythmics na bijna een decennium afwezigheid. Het nummer werd een bescheiden hit in Europa. Zo bereikte het in het Verenigd Koninkrijk de 11e positie. In Nederland was het nummer met een 2e positie in de Tipparade niet heel succesvol, terwijl het in de Vlaamse Ultratop 50 een bescheiden 36e positie bereikte.